# Flavia Ticiana
Flavia Ticiana (en latín: Flavia Titiana) fue una emperatriz romana, esposa del emperador Pertinax, que gobernó brevemente en el año 193.

## Vida
Flavia Ticiana era la hija de un senador, Tito Flavio Sulpiciano, cónsul «sufecto» en 170, procónsul de Asia y Praefectus urbi Romae h. 200, y su esposa Flavia Ticiana, y hermana de Tito Flavio Ticiano, nacido hacia el año 165, también cónsul «sufecto» hacia el año 200 y casado con Postumia Varia, nacida hacia 175, de quien tuvo descendencia. Su abuelo materno fue Tito Flavio Ticiano, nacido hacia 95, quien era prefecto de Egipto entre 126 y 133 y se cree que hubo un tercer hijo de Tito Flavio Clemente y su esposa Flavia Domitila.
Se casó con Publio Helvio Pertinax, un rico hombre hecho a sí mismo que había tenido una exitosa carrera civil y militar. Flavia Ticiana le dio dos hijos, un niño llamado Publio Helvio Pertinax y una hija no identificada.
Pertinax fue proclamado emperador tras la muerte de Cómodo el 1 de enero de 193. Mientras que el nuevo princeps estaba ofreciendo el habitual sacrificio sobre el monte Capitolino, el Senado romano otorgó a Flavia Ticiana el título honorífico de Augusta.
Tras el asesinato de Pertinax por la guardia pretoriana el 28 de marzo de 193 ni Flavia ni sus hijos resultaron heridos.
La Historia Augusta afirma que Flavia Ticiana «tuvo un asunto amoroso de manera bastante pública con un hombre que cantaba con la lira» pero Pertinax no estaba preocupado.